# Revolution – Underground Sounds of 1968
Revolution – Underground Sounds of 1968 es una caja recopilatoria de varios artistas, publicada el 22 de febrero de 2019 por Esoteric Recordings, subsidiaria de Cherry Red Records. 

## Antecedentes
El 22 de febrero de 2019, el sello discográfico Esoteric Recordings, subsidiario de Cherry Red Records, publicó la caja recopilatoria de 3 CDs Revolution – Underground Sounds of 1968 para “celebrar un período creativo en el que la música rock estaba evolucionando hacia algo mucho más serio, alejándose del sencillo como medio para dar paso al dominio del álbum”.

## Recepción de la crítica
Roger Trenwith, escribiendo para The Progressive Aspect, comentó: “La música de Revolution – Underground Sounds of 1968 hizo la banda sonora de una cultura que cambiaba rápidamente y de una generación que encontraba su propia voz, una época que se abría y cambiaba para mejor bajo ‘el calor blanco de la tecnología’, y como tal refleja el verdadero progresismo espíritu en general en el Reino Unido”. Steve Earles de Hellbound describió Revolution como “imprescindible para cualquiera que ame la música rock y quiera aprender más sobre sus orígenes”. En una reseña para la revista dusted, Jonathan Shaw la catalogó como “entretenida y reveladora”. En Louder Than War, Arash Torabi le otorgó una calificación de 8 sobre 10 y señaló que el álbum, “es una declaración contundente que respalda el hecho de que la psicodelia siempre se trató de la diversidad de sonidos”. Andy Snipper de Music News le dio una calificación de 4 estrellas sobre 5, afirmando: “[Revolution] muestra, bastante bien, cuán variadas eran las canciones, cuán amplios son los temas y cuánta ‘experimentación’ estaba sucediendo”.

## Lista de canciones
| Disco uno |                                       |                                             |          |  |
| N.º       | Título                                | Artista                                     | Duración |  |
| 1.        | «And the Address»                     | Deep Purple                                 |          |  |
| 2.        | «This Wheel's on Fire»                | Julie Driscoll, Brian Auger and the Trinity |          |  |
| 3.        | «Talkin' About the Good Times»        | The Pretty Things                           |          |  |
| 4.        | «World War Three»                     | Dantalian's Chariot                         |          |  |
| 5.        | «A Saying for Today»                  | The Action                                  |          |  |
| 6.        | «Crossroads of Time»                  | Eyes of Blue                                |          |  |
| 7.        | «Sunshine Help Me»                    | Spooky Tooth                                |          |  |
| 8.        | «Early Morning»                       | Barclay James Harvest                       |          |  |
| 9.        | «All Day, All Night»                  | Blonde on Blonde                            |          |  |
| 10.       | «Happy Birthday / The Birthday Party» | The Idle Race                               |          |  |
| 11.       | «Revolution»                          | Tomorrow                                    |          |  |
| 12.       | «We Are the Moles (Part 1)»           | The Moles                                   |          |  |
| 13.       | «Blackberry Way»                      | The Move                                    |          |  |
| 14.       | «One Eyed Hound»                      | Genesis                                     |          |  |
| 15.       | «On a Saturday»                       | Keith West                                  |          |  |
| 16.       | «Sovay»                               | Pentangle                                   |          |  |
| 17.       | «Cave of Clear Light»                 | The Bystanders                              |          |  |
| 18.       | «Soma (Parts One & Two)»              | Dantalian's Chariot                         |          |  |
| 19.       | «Fire!»                               | The Crazy World of Arthur Brown             |          |  |
| 20.       | «I'm the Urban Spaceman»              | Bonzo Dog Doo-Dah Band                      |          |  |

| Disco dos |                            |                                 |          |  |
| N.º       | Título                     | Artista                         | Duración |  |
| 1.        | «Shapes of Things»         | Jeff Beck                       |          |  |
| 2.        | «Black Magic Woman»        | Fleetwood Mac                   |          |  |
| 3.        | «Pearly Queen»             | Traffic                         |          |  |
| 4.        | «People You Were Going To» | Van der Graaf Generator         |          |  |
| 5.        | «Reality»                  | Second Hand                     |          |  |
| 6.        | «Love Is the Law»          | Eyes of Blue                    |          |  |
| 7.        | «Dusty»                    | John Martyn                     |          |  |
| 8.        | «In Her Mind»              | Eclection                       |          |  |
| 9.        | «Summertime»               | Love Sculpture                  |          |  |
| 10.       | «Fly Tomorrow»             | John Mayall                     |          |  |
| 11.       | «Place of My Own»          | Caravan                         |          |  |
| 12.       | «No Title»                 | Ten Years After                 |          |  |
| 13.       | «Child of My Kingdom»      | The Crazy World of Arthur Brown |          |  |
| 14.       | «I Never Knew»             | The Gods                        |          |  |

| Disco tres |                                         |                             |          |  |
| N.º        | Título                                  | Artista                     | Duración |  |
| 1.         | «My Sunday Feeling»                     | Jethro Tull                 |          |  |
| 2.         | «Sabre Dance»                           | Love Sculpture              |          |  |
| 3.         | «Flames»                                | Elmer Gantry's Velvet Opera |          |  |
| 4.         | «Somewhere to Go»                       | The Deviants                |          |  |
| 5.         | «Cold Embrace»                          | Sam Gopal                   |          |  |
| 6.         | «Shine on Brightly»                     | Procol Harum                |          |  |
| 7.         | «Paradise Flat»                         | Status Quo                  |          |  |
| 8.         | «That's Me»                             | Genesis                     |          |  |
| 9.         | «Suite No.»                             | Giles, Giles and Fripp      |          |  |
| 10.        | «Mist on a Monday Morning»              | The Move                    |          |  |
| 11.        | «Ten Thousand Words in a Cardboard Box» | The Aquarian Age            |          |  |
| 12.        | «Mr. Sunshine»                          | Barclay James Harvest       |          |  |
| 13.        | «Just for You»                          | Dave Mason                  |          |  |
| 14.        | «S.F. Sorrow Is Born»                   | The Pretty Things           |          |  |
| 15.        | «Magic Man»                             | Caravan                     |          |  |
| 16.        | «The Half-Remarkable Question»          | Incredible String Band      |          |  |
| 17.        | «Race with the Devil»                   | The Gun                     |          |  |
| 18.        | «Mandrake Root»                         | Deep Purple                 |          |  |